# Willard John Smith
Willard John Smith, ameriški admiral, * 14. maj 1910, Suttons Bay, Michigan, † 1. april 2000, Atlantic Beach, Florida.